# فاكوندو بونزيو
فاكوندو بونزيو (بالإسبانية: Facundo Ponzio)‏ هو لاعب كرة قدم أرجنتيني في مركز الهجوم، ولد في 14 نوفمبر 1995 في قرطبة في الأرجنتين. لعب مع انيستتوتو ونادي بادالونا.

## وصلات خارجية
- فاكوندو بونزيو على موقع قاعدة بيانات كرة القدم.إي يو (الإنجليزية)
- فاكوندو بونزيو على موقع Soccerway.com (الإنجليزية)